# Jaguatirica
A jaguatirica (nome científico: Leopardus pardalis), também conhecida como ocelote, é uma espécie de mamífero carnívoro pertencente à família dos felídeos, sendo um dos dez representantes do gênero Leopardus. São reconhecidas dez subespécies, com o gato-maracajá (L. wiedii) sendo a espécie mais próxima da jaguatirica. Ocorre desde o sul dos Estados Unidos até o norte da Argentina, mas já foi extinta em algumas regiões de sua distribuição geográfica. Habita todos os tipos de ambiente ao longo de sua distribuição geográfica, até cerca de 1200 m de altitude.
É um felídeo de porte médio, com 72,6 a 100 centímetros de comprimento e peso entre 7 e 15,5 quilos. O padrão de coloração da pelagem é muito semelhante ao do gato-maracajá (L. wiedii), mas a jaguatirica é maior e possui a cauda mais curta. É um animal solitário, noturno, territorial e os machos possuem territórios que se sobrepõem sobre os de várias fêmeas. Alimenta-se principalmente de roedores, mas também de animais de porte maior como ungulados, répteis, aves e peixes. Caça à noite, formando emboscadas. Alcança a maturidade sexual entre 26 e 28 meses de idade, e as fêmeas dão à luz geralmente um filhote por vez, com cerca de 250 gramas. Geralmente, filhotes nascem a cada 2 anos. Em cativeiro, a jaguatirica pode viver até 20 anos, o dobro da sua longevidade no estado selvagem.
A União Internacional para a Conservação da Natureza e dos Recursos Naturais lista a jaguatirica como estado de conservação "pouco preocupante" e ela está incluída no apêndice 1 da Convenção sobre o Comércio Internacional das Espécies da Fauna e da Flora Silvestres Ameaçadas de Extinção. É o mais abundante dentre os felídeos sul-americanos, apesar de as populações estarem decaindo. A situação de conservação varia, e é listada como "vulnerável" na Colômbia e Argentina. No Brasil, apenas a subespécie L. p. mitis foi considerada em alguma categoria de ameaça, mas atualmente ela não figura na lista nacional. Já foi muito caçada por conta do comércio ilegal de peles e vendida como animal de estimação, mas a maior ameaça é a destruição e degradação do habitat. A sua beleza e relativa docilidade já fizeram com que a jaguatirica fosse desejada como um animal de estimação exótico. Por ser de porte relativamente menor, a espécie não traz problemas com ataques a seres humanos, mas pode causar problemas com ataques a galinheiros.

## Nomes populares e etimologia
Este animal também é conhecido como jacatirica, maracajá e maracajá-açu, ocelote ou simplesmente gato-do-mato. Em espanhol ela pode ser chamada por ocelote, manigordo, gato onza, gato tigre, tigrillo e tigre chico. Ocelot é o termo em inglês para a jaguatirica.
Conforme explica Eduardo Navarro em seu Dicionário de Tupi Antigo (2013), o termo "jaguatirica" tem origem na língua tupi, através da junção dos termos îagûara ("onça") e tyryka ("recuo, afastamento, fuga"), significando, portanto, "onça que se afasta". Já o termo "ocelote" provém do náuatle ocelotl, que significa "onça". Macarajá-açu, que foi historicamente registrado (1555) como maracajaguaçu, advém do tupi Marakaîagûasu.
O nome científico, Leopardus pardalis, é uma combinação das palavras de origem grega (mas latinizadas) leopardus e pardus. Leopardus pode ser traduzido como "leopardo", que, literalmente, é uma composição das palavras "leão" e "pantera". Já pardus significa "pantera", descrita como um felino de grande porte e malhado. O sufixo -alis significa "relacionado a": logo, pardalis significa "relacionado a pantera".

## Taxonomia e evolução

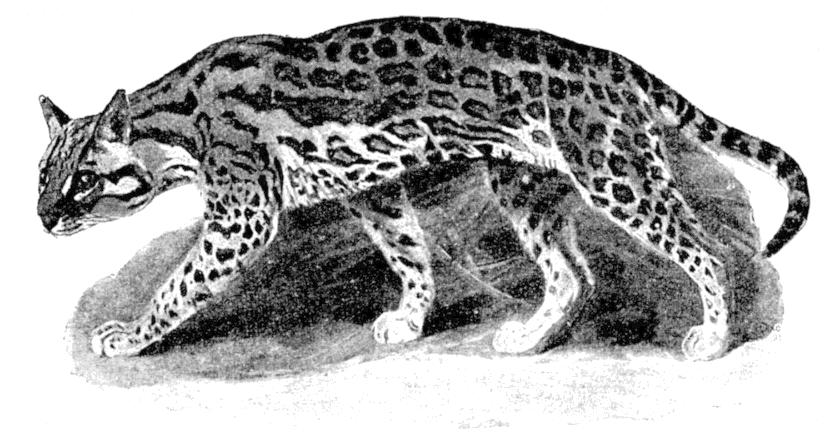
Do livro The Cambridge Natural History, Volume X—Mammalia (1902)

A jaguatirica foi inicialmente colocada dentro do gênero Felis, que compreende o gato-doméstico, e foi descrita por Carlos Lineu, em 1758, como Felis pardalis. Atualmente está incluída no gênero Leopardus, grupo monofilético da família dos felídeos (Felidae) e subfamília dos felíneos (Felinae). Várias revisões sistemáticas justificaram uma classificação separada dos felídeos sul-americanos daquelas espécies do gênero Felis stricto sensu e desde então ela vem sendo corroborada por diversos estudos de filogenia.
Estudos genéticos demonstraram que os felídeos do Novo Mundo divergiram há mais de 5 milhões de anos dos felídeos do Velho Mundo em duas linhagens separadas: uma compreendendo os felídeos do gênero Leopardus (felídeos de porte pequeno a médio, com manchas), que inclui a jaguatirica (L. pardalis), o gato-maracajá (L. wiedii) e o gato-palheiro (L. colocolo); e outra compreendendo as duas espécies do gênero Puma (felídeos de porte médio a grande, sem manchas), que são o gato-mourisco ou jaguarundi (P. yagouaroundi) e a onça-parda ou suçuarana (P. concolor). Dentro do gênero Leopardus, o gato-maracajá (L. wiedii) é a espécie mais próxima da jaguatirica, e as duas divergiram há cerca de 1,58 milhão de anos. A linhagem da jaguatirica e do maracajá divergiu da dos outros felídeos do gênero Leopardus há cerca de 2,91 milhões de anos.

### Variação geográfica e subespécies
Estudos com DNA mitocondrial mostraram que as populações da América Central e do sul da América do Sul formam dois grupos monofiléticos separados, mas as populações do norte da América do Sul estão separadas em dois grupos: populações que ocorrem na Guiana Francesa e norte do Brasil e as populações que ocorrem no Panamá, Venezuela, Trindade e norte do Brasil. Nascimento (2010), baseando-se em medidas morfométricas de crânio e padrão de coloração na pelagem, sugeriu que se classifiquem as populações ao norte da Nicarágua como L. pardalis, e as que estão ao sul como L. mitis.
Wozencraft (2005) reconhece cerca de 10 subespécies:
- L. p. pardalis Lineu, 1758: ocorre no sul do México e América Central;
- L. p. aequatorialis Mearns, 1902: ocorre no norte dos Andes;
- L. p. albescens Pucheran, 1855: ocorre desde o sudoeste do Texas até o nordeste do México;
- L. p. melanurus Ball, 1844: ocorre desde o leste da Venezuela até as Guianas e na ilha de Trindade;
- L. p. mitis Cuvier, 1820: ocorre no sul do Brasil, Argentina e Paraguai;
- L. p. nelsoni Goldman, 1925: ocorre no oeste do México;
- L. p. pseudopardalis Boitard, 1842: ocorre no norte da Colômbia e leste da Venezuela;
- L. p. puseaus Thomas, 1914: ocorre no litoral do Equador e do Peru;
- L. p. sonoriensis Goldman, 1925: ocorre no noroeste do México e, antigamente, Arizona, nos Estados Unidos;
- L. p. steinbachi Pocock, 1941: ocorre na Bolívia.

## Distribuição geográfica e habitat
A jaguatirica possui uma distribuição geográfica histórica ampla, ocorrendo desde Louisiana e Texas, nos Estados Unidos, até o Peru e norte da Argentina. Atualmente, ainda ocorre no Texas, desde o México e América Central até ao norte da Argentina, apesar de não mais ocorrer na província de Entre Ríos. A espécie pode também ser encontrada na ilha de Trindade e na Ilha de Margarita, na Venezuela. Entretanto, não habita as terras altas do Peru e no Chile. Fósseis de jaguatirica encontrados nos Estados Unidos demonstram que ocorria em latitudes mais ao norte das atuais, estendendo-se ao estado de Ohio e na Flórida. A confirmação de sua existência no Uruguai estendeu para cerca de 350 quilômetros sua ocorrência para latitudes ao sul. Está praticamente extinta ao norte do rio Grande, com apenas uma pequena população relictual no Texas e desapareceu em grande parte da costa oeste do México.
Ocorre em ampla variedade de habitats ao longo de sua distribuição geográfica, desde florestas tropicais e subtropicais do Peru e Brasil até ao chaparral semi-árido do sul do Texas e áreas periodicamente alagadas do Pantanal. Também ocorre em áreas de mangues no litoral. Apesar de aparentar ser um animal generalista, a jaguatirica ocupa um pequena porção destes habitats, sendo muito dependente da existência de vegetação densa ou cobertura florestal e sua ocorrência é muito mais descontínua e restrita do que sugere sua ampla distribuição geográfica. Apesar disso, é tolerante a perturbações no ambiente geradas pelo homem e pode sobreviver em fragmentos de floresta próximos a habitações humanas. É possível encontrá-la em cultivos agrícolas, como plantações de cana-de-açúcar e Eucalyptus. Há registros da espécie desde o nível do mar até 1 200 m de altitude.

## Descrição

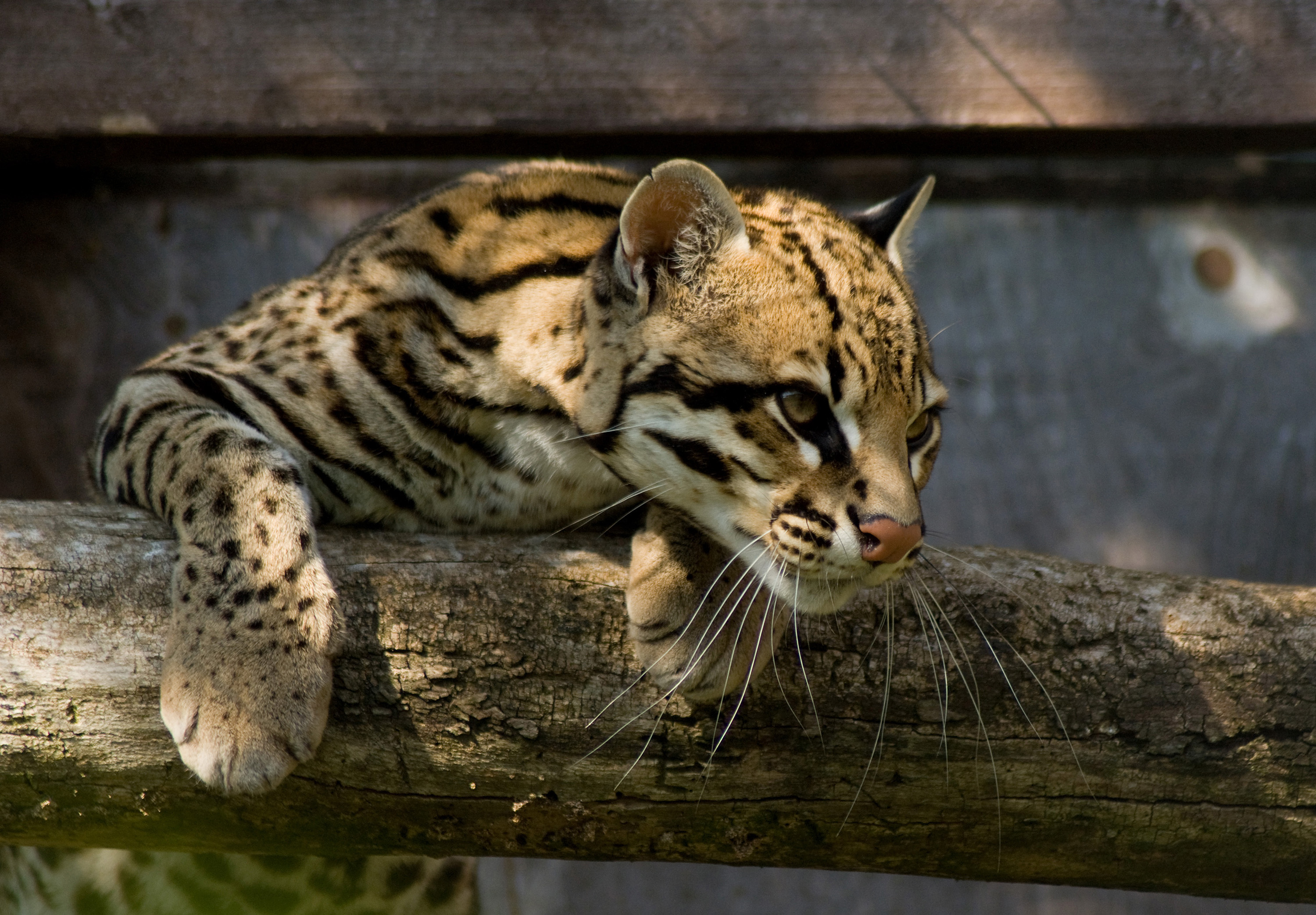
As manchas da jaguatirica formam listras horizontais no pescoço

A jaguatirica é um felídeo de porte médio, tendo entre 72,6 e 100 centímetros de comprimento, com a cauda tendo cerca de 25,5 a 41 centímetros de comprimento (trata-se de uma cauda relativamente curta). Os machos pesam entre 7 e 15,5 quilos, sendo pouco maiores que as fêmeas, que pesam entre 6,6 e 11,3 quilos. É o terceiro maior felídeo neotropical, sendo menor apenas que a onça-pintada (Panthera onca) e a onça-parda ou suçuarana (Puma concolor). Ao contrário do que é observado com a onça-pintada, as jaguatiricas que habitam ambientes florestais tendem a ter maior massa corporal do que as que vivem em ambiente savânicos: possuem, em média, 11,1 quilos na floresta tropical, enquanto que, em ambientes semiáridos, possuem em média 8,7 quilos.
A pelagem é curta e brilhante, com o fundo variando do amarelo claro ao avermelhado e cinza, com manchas sólidas ou rosetas que podem se unir formando listras horizontais no corpo. As manchas pretas se unem para formar listras horizontais no pescoço. O ventre é mais claro, com manchas escuras, e a cauda possui barras escuras na ponta. Possui a parte posterior das orelhas de cor preta, com uma mancha branca. Esse padrão de coloração é muito semelhante ao do gato-maracajá (Leopardus wiedii), o que pode confundir a identificação das duas espécies: entretanto, a jaguatirica é maior e possui a cauda mais curta. Não existe registro de exemplares melânicos, mas existe com listras vermelhas. As patas anteriores são muito maiores que as posteriores, o que conferiu o nome de manigordo ("mãos gordas") em algumas localidades de língua espanhola. Possui cinco dedos com garras nas patas anteriores e quatro dedos com garras nas posteriores. Os músculos peitorais e dos membros anteriores são fortes e permitem que a jaguatirica seja uma excelente escaladora.
O crânio é muito semelhante ao do gato-maracajá, mas indivíduos adultos de jaguatirica têm uma proeminente crista sagital. Possui entre 28 e 30 dentes, com fórmula dentária de {\displaystyle {\tfrac {3.1.3.1}{3.1.2.1}}\times 2=30}, com caninos elongados e carniceiros bem desenvolvidos. A dentição decídua é substituída pela permanente entre 7 e 8 meses de idade. O báculo no pênis é um dos maiores e mais complexos entre os felídeos. A temperatura corporal média está entre 37,7 e 38,7 °C.
A jaguatirica possui 36 cromossomos, assim como as outras espécies do gênero Leopardus. Visto a semelhança genética, em cativeiro a jaguatirica pode produzir híbridos com o gato-maracajá (L. wiedii), com o gato-do-mato-pequeno (L. tigrinus), L. guigna, e o gato-do-mato-grande (L. geoffroyi), mas isso não ocorre na natureza. Também foi reportada a hibridização com a suçuarana (P. concolor), que possui 38 cromossomos.

## Ecologia e comportamento

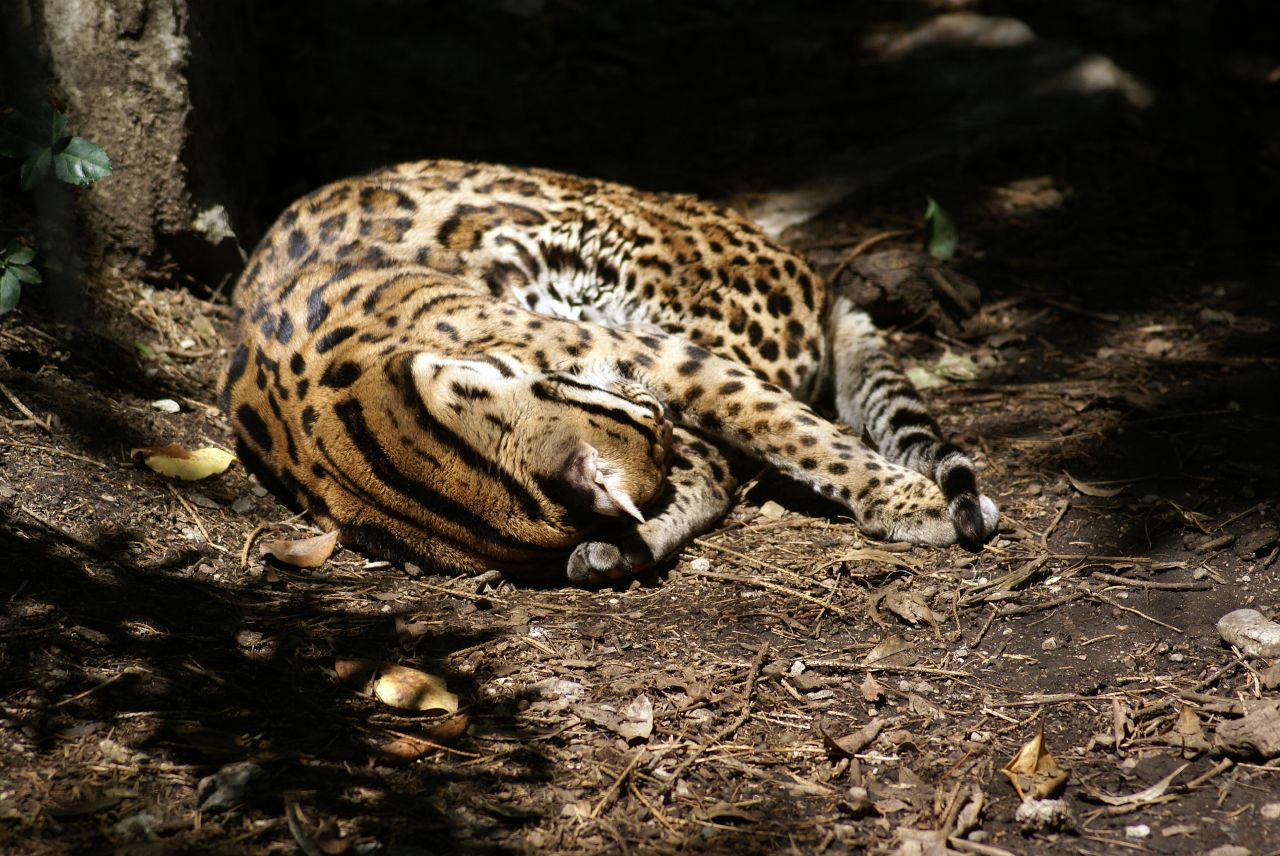
A jaguatirica costuma descansar durante o dia.

É um animal ativo de 12 a 14 horas do dia, e geralmente descansa durante o dia. Inicia suas atividades um pouco antes do pôr do sol, alcançando o pico durante a noite. Entretanto, não é incomum estar ativa ao longo do dia, o que acontece principalmente durante a estação chuvosa e dias nublados, fator que está relacionado à caçada de aves e pequenos primatas, que são tipicamente diurnos.
O deslocamento, majoritariamente durante a noite, é lento e realiza-se por meio de caminhadas entre 0,3 a 1,4 quilômetro por hora. Os machos tendem a se deslocar mais do que as fêmeas, percorrendo cerca de 7,6 quilômetros diariamente, enquanto que as fêmeas andam 3,8 quilômetros, como demonstrou um estudo nos llanos da Venezuela. Os deslocamentos tendem a ser mais curtos durante a estação chuvosa.
É uma espécie generalista, altamente adaptável, e considerada um mesopredador: quando os superpredadores são eliminados do ambiente, ocorre um aumento em suas populações. A presença da jaguatirica, dessa forma, influencia na comunidade de pequenos felídeos, diminuindo a densidade destes, provavelmente por conta da predação intraguilda - eventualmente a jaguatirica pode predar os felinos de porte menor. Apesar de compartilhar um modo de vida semelhante com os outros pequenos felinos americanos, não há competição por alimento, visto que a jaguatirica se alimenta de presas significativamente maiores. Apesar de ser de porte menor, a jaguatirica também pode competir por alimentos com a onça-parda (Puma concolor), em regiões em que a onça-pintada (Panthera onca) foi extinta. Entretanto, ela não parece competir com esse felinos na maior parte das vezes e a presença destes também não influencia a densidade de jaguatiricas em um dado ecossistema. Apesar de ser incomum, a onça-pintada pode predar a espécie, como sugerido por um estudo na América Central.

### Território e comportamento social

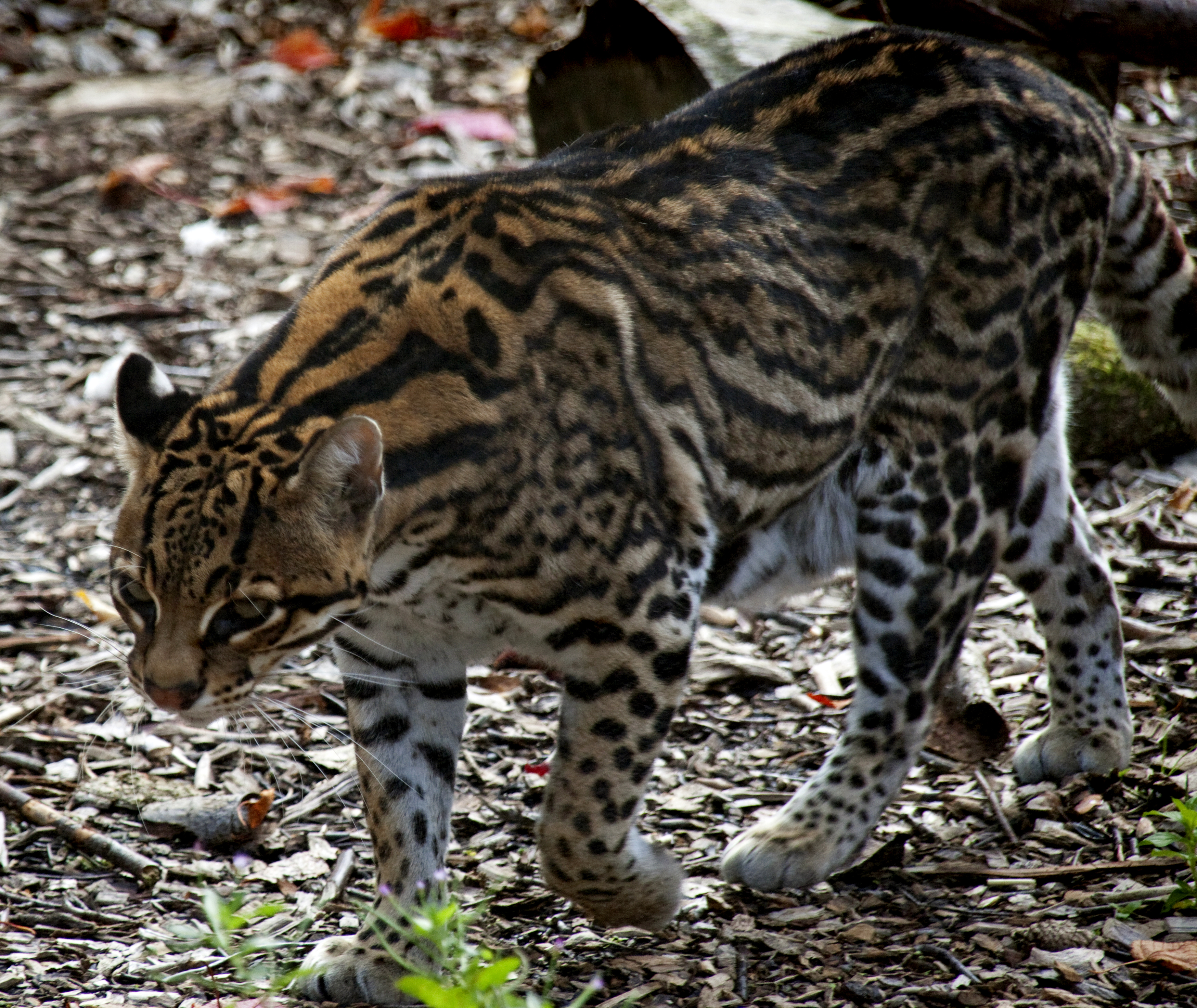
As jaguatiricas são animais solitários.

Como todos os felinos americanos, a jaguatirica é um animal solitário. Os adultos tendem a evitar os coespecíficos do mesmo sexo, o que é observado em outros felídeos. Aparentemente, as fêmeas são mais tolerantes entre si, e em algumas localidades elas tendem a ser mais abundantes que os machos. O encontro entre dois machos pode resultar em agressão. Apesar da maior tolerância entre as fêmeas e de os territórios destas serem menores, eles não se cruzam. Entretanto, os territórios das fêmeas se sobrepõem com o território de um macho, que pode se estender sobre o de mais de uma fêmea. Com esse padrão de distribuição dos indivíduos, o sistema de acasalamento das jaguatiricas é poligínico, apesar de ser uma organização social solitária. A marcação de cheiro é uma importante via de comunicação e sinaliza não apenas os territórios, como a atividade reprodutiva.
A área de vida das jaguatiricas varia de 0,8 a 15,6 quilômetros quadrados para as fêmeas e de 3,5 a 17,7 quilômetros quadrados para os machos, em média. No Pantanal, o tamanho da área de vida é o menor dentre os vários locais em que foram estudados. Isto acaba conferindo uma grande densidade desses animais neste bioma brasileiro. Em contrapartida, no Parque Nacional das Emas foram reportadas áreas de vida de até 90 quilômetros quadrados para um macho. Essa diferença pode estar relacionada com a disponibilidade de recursos, visto que, embora tanto o Pantanal quanto o Cerrado do Parque Nacional das Emas sejam áreas abertas, a primeira se caracterizando por ser periodicamente inundada - de fato, parece que os tamanhos de áreas de vida não têm relação com a estrutura do ecossistema em si. Ela parece relacionada à densidade de presas, e aumenta com a quantidade de chuvas na região em que habita. Observa-se, também, uma tendência de massa corporal e tamanho de área de vida serem correlacionadas positivamente.

### Dieta, forrageamento e caça
Em termos numéricos, a dieta da jaguatirica é majoritariamente composta por roedores com menos de 600 gramas, mas estes contribuem pouco em termos de biomassa: os itens alimentares mais importantes neste quesito são roedores maiores, como a paca (Cuniculus paca) e a cutia (Dasyprocta sp). Em algumas localidades, foi observado que a jaguatirica também pode se alimentar de primatas de porte relativamente grande, como bugios e também preguiças. Ungulados, embora mais raramente, podem contribuir significativamente na dieta da jaguatirica, especialmente aqueles do gênero Mazama. De fato, a dieta varia ao longo da área de ocorrência desse felino. O peso das presas pode variar desde 300 gramas em média nos llanos da Venezuela (alimentando-se, principalmente, de roedores, como Zygodontomys brevicauda, Sigmodon alstoni e Holochilus brasiliensis) até 3,3 quilos em média na Reserva Natural Vale, em Linhares, na Mata Atlântica brasileira, onde preda principalmente roedores de porte maior como a cutia e a paca, e até mesmo ungulados, como o caititu (Pecari tajacu). Essa variação na dieta contrasta com a dos outros felídeos do gênero Leopardus, que praticamente só se alimentam de pequenos roedores. Eventualmente, também se alimenta de répteis, como Tupinambis merianae, aves, peixes e até crustáceos.
Costuma caçar à noite e, como os outros felinos, caça formando emboscadas, caminhando lentamente em meio à vegetação, sentando-se e esperando a presa. É capaz de ficar muito tempo esperando alguma presa aparecer. A presa é perseguida, provavelmente, pelo cheiro.
A jaguatirica come entre 0,56 e 0,84 quilo de carne por dia, e quando a carcaça não pode ser ingerida totalmente de uma vez, ela é enterrada e ingerida no outro dia.

### Ciclo de vida e reprodução

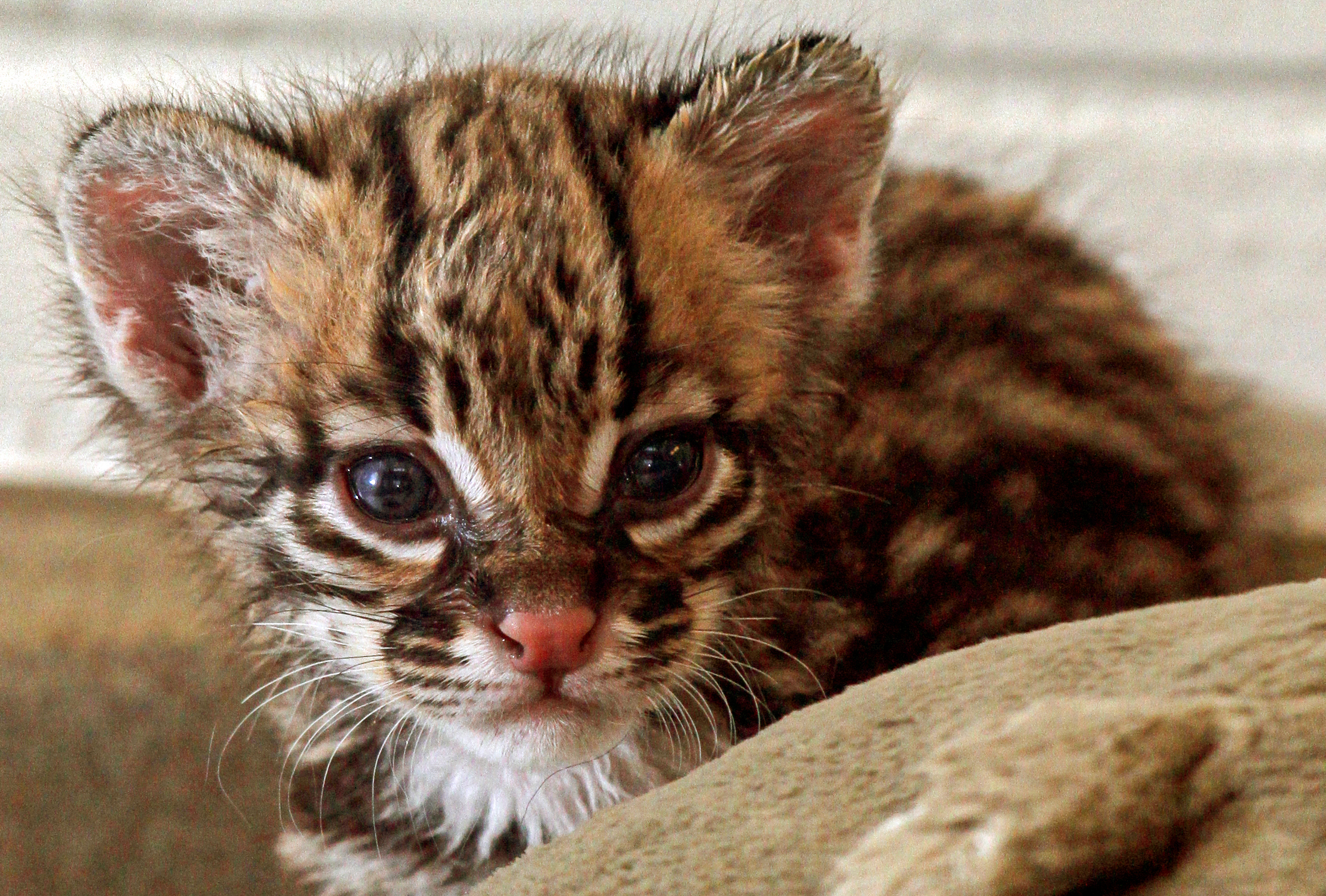
Os recém-nascidos pesam cerca de 250 gramas

A maturidade sexual é alcançada entre 16 e 18 meses de idade, e os machos podem não produzir esperma viável até os 30 meses de idade. As fêmeas têm a primeira ninhada entre 18 e 45 meses de idade. Geralmente, as fêmeas possuem vários estros por ano, mas exemplares em cativeiro em clima temperado podem ficar sem ovular cerca de 4 meses durante o inverno. O estro dura entre 7 e 10 dias, e quando há fecundação, ele é reduzido para 5 dias. Este período fértil ocorre a cada 4 ou 6 meses, entretanto, em fêmeas nulíparas, ele pode ocorrer a cada 6 semanas.
A gestação é longa (entre 79 e 82 dias), e geralmente as fêmeas dão à luz um filhote por vez (raramente dois, e bem menos frequentemente, três ou quatro). Isso torna a taxa reprodutiva da jaguatirica lenta, quando comparada com outro felino americano de mesmo porte, o Lynx rufus; provavelmente, uma adaptação à baixa aquisição de energia pelas fêmeas. Tal taxa reprodutiva lenta caracteriza o ciclo de vida dos felídeos do gênero Leopardus. O recém-nascido pesa cerca de 250 gramas e cresce lentamente, alcançando o tamanho de um adulto apenas com trinta meses de idade. Quando alcança essa idade, o filhote se dispersa do território natal, podendo ir até a 30 quilômetros longe de onde nasceu. Os nascimentos ocorrem a cada 2 anos em estado selvagem, apesar de terem sido registrado nascimentos todos os anos, no sul do Texas. Embora a reprodução em cativeiro seja difícil, nascimentos podem ocorrer todo ano. A lactação dura entre 3 e 9 meses. Os filhotes abrem os olhos depois de 14 dias, começam a andar depois de 3 semanas e acompanham a mãe nas caçadas entre 4 e 6 semanas de idade. Uma fêmea com oito anos de idade pode ter tido entre 4 e 6 filhotes nesse tempo. Em cativeiro, a jaguatirica pode viver até 20 anos, mas certamente, na natureza, ela vive metade disso.

## Conservação

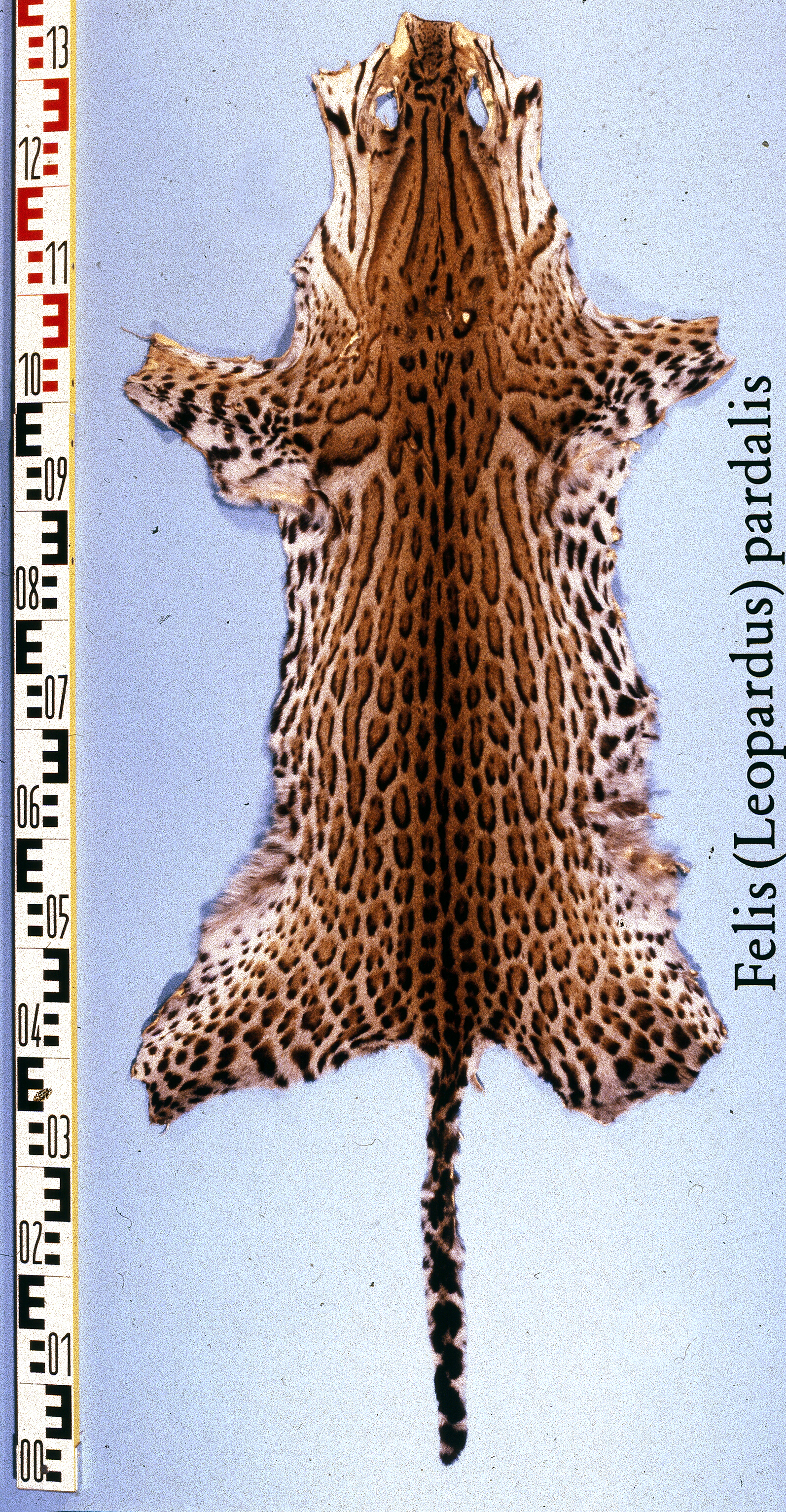
O comércio de peles foi uma das maiores ameaças às populações de jaguatiricas, principalmente no Brasil e Paraguai

A jaguatirica é listada como "pouco preocupante" pela União Internacional para a Conservação da Natureza e dos Recursos Naturais, apesar de, por muito tempo, ter sido considerada como "espécie vulnerável". Sua distribuição geográfica é ampla e habita inúmeras áreas inacessíveis, como na Amazônia, onde se calcula possuir a maior população da espécie, o que é usado como justificativa para o atual grau de ameaça. Estudos ecológicos de densidade de carnívoros ainda colocam a jaguatirica como o mais abundante dos felídeos em muitas regiões. Na década de 1990, estimava-se uma população total entre 800 000 e 3 milhões de indivíduos. Esta também ocorre em uma série de unidades de conservação bem consolidadas, muitas delas com área suficiente para manter populações viáveis da espécie a longo prazo. Apesar disso, as populações estão declinando, principalmente por conta da perda do habitat.
A situação da jaguatirica na América do Norte é crítica, com apenas uma pequena população estimada entre 80 e 120 indivíduos no sul do Texas. É provável que tenha havido uma diminuição para menos de 50 indivíduos atualmente. Neste estado americano, são conhecidas apenas duas subpopulações isoladas entre si: uma no Condado de Cameron e outra no Condado de Willacy. As maiores ameaças às populações desses felídeos nos Estados Unidos são a perda do habitat e atropelamentos. Nesta região, é preponderante que sejam implantados corredores, restaurando o habitat de forma a manter essas duas populações conectadas. A criação de reservas particulares é a principal estratégia a ser tomada para proteção do habitat restante. Os exemplares observados no estado do Arizona provavelmente fossem indivíduos de passagem, vindos do noroeste do México. Nesta região, a jaguatirica também se encontra ameaçada, sendo encontrada apenas em terras altas e isoladas de Sonora.
No Brasil, a subespécie L. p. mitis, que ocorre fora da Amazônia, foi listada na categoria "vulnerável" na lista de 2003, principalmente pelo fato de ocorrer nas regiões mais alteradas e degradadas pelo homem. Essa mesma subespécie é listada como "criticamente em perigo" em Minas Gerais, como "em perigo" em Santa Catarina e como "vulnerável" em São Paulo, Rio Grande do Sul, Espírito Santo, Paraná, Bahia, Rio de Janeiro e Ceará A última lista de mamíferos ameaçados do Brasil, de 2014, elaborado pelo Instituto Chico Mendes de Conservação da Biodiversidade (ICMBio), não a considera uma espécie ameaçada (na Portaria MMA N.º 444 de 17 de dezembro de 2014). Porém, deve-se salientar que a fragmentação e degradação do habitat tem efeito significativo nas populações: na Mata Atlântica do Espírito Santo, a presença da espécie foi confirmada apenas nos dois maiores fragmentos (ambos com mais de 200 quilômetros quadrados), enquanto que em fragmentos menores a presença não foi confirmada ou constatou-se sua ausência. Isso acaba por inferir a ocorrência de extinções locais da jaguatirica em regiões do Sul, Sudeste e Nordeste do Brasil. As maiores densidades dessa subespécie foram reportadas na região de Missões, que é contínua com o Parque Nacional do Iguaçu e o Parque Estadual do Turvo, no Brasil, o que resulta em uma estimativa populacional de 1 280 indivíduos. Entretanto, a agricultura itinerante na região ameaça essa população e se novas unidades de conservação não forem criadas, ela pode diminuir para 500 a 700 indivíduos em breve. De fato, muitas das unidades de conservação na área de ocorrência de L. p. mitis são insuficientes para viabilizar populações a longo prazo. Porém, apesar desses problemas na conservação da jaguatirica no Brasil, as estimativas populacionais para o país são maiores que 10 000 indivíduos, variando entre 42 298 e 528 732.
Durante a década de 1960, a espécie sofreu com o comércio ilegal de peles, e a importação de peles de jaguatirica pelos Estados Unidos chegou a cerca de 140 000 em 1970, sendo o pequeno felídeo sul-americano mais visado pelos caçadores. A maior parte das peles era exportada pelo Paraguai e Brasil. Dado o declínio das populações por conta desta atividade, o comércio internacional de peles foi proibido e a jaguatirica figura no apêndice I da Convenção sobre o Comércio Internacional das Espécies da Fauna e da Flora Silvestres Ameaçadas de Extinção desde 1989. Essas medidas foram importantes para a diminuição da caça, diminuindo a quantidade de peles comercializadas de 30 563 em 1980, para 513, em 1986. Entretanto, o comércio ilegal ainda ocorre em menor proporção e a jaguatirica é caçada em algumas localidades por conta de prejuízos à avicultura. Por fim, a caça é proibida na maioria dos países em que ocorre, sendo regulada apenas em Honduras. Somente no Equador, Guiana e El Salvador, a jaguatirica não possui proteção contra a caça.
Uma ameaça adicional à espécie é a diminuição das presas, que pode ocorrer em decorrência da degradação do habitat ou por conta de serem espécies caçadas pelo homem. A densidade de presas influencia diretamente a densidade populacional dessa espécie. Isto é um problema mesmo em áreas protegidas, como observado no norte do Espírito Santo. Estratégias para salvar a espécie da ameaça de extinção incluem, principalmente, a proteção do habitat e em áreas mais degradadas, como no Sudeste do Brasil, a recuperação e a conectividade dos fragmentos de vegetação nativa.

## Aspectos culturais

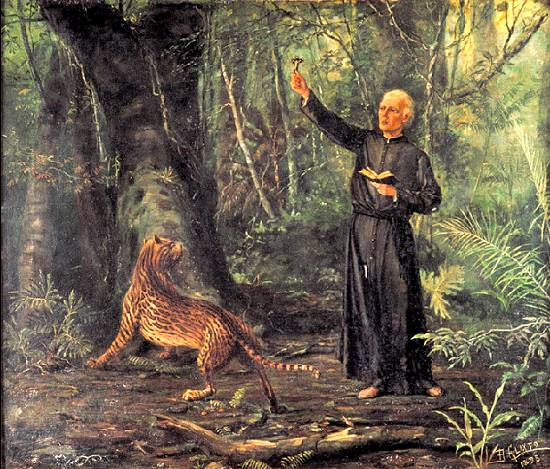
Jaguatirica na pintura "Evangelho nas Selvas", de Benedito Calixto

A relação com os seres humanos é antiga e a jaguatirica figura na mitologia Asteca e Inca sendo retratada em sua arte. Também foi representada na arte do povo Moche, do Peru, em sua cerâmica. Entretanto, ela é muitas vezes ignorada, já que a onça-pintada é a espécie geralmente representada na mitologia dos povos americanos. Ela acaba tendo papel como substituto em locais que a onça-pintada, de maior porte, estava ausente. Em Ohio, em povos da Cultura Hopewell, foi encontrada uma escultura de jaguatirica junto a ossos humanos. Deve-se salientar que muitas vezes não é possível distinguir a espécie representada na arte desses povos antigos, apenas reconhece-se ser de um felídeo malhado. O próprio termo ocelotl significa "onça" ou "jaguar". Chama a atenção a semelhança com a onça-pintada, como se ela fosse uma versão menor deste grande felídeo, sendo eventualmente confundida com ele. Em guarani, ela é chamada de yaguarete-í, que significa "onça pequena"; no Peru, de tigrillo (que pode se referir a todos os pequenos felídeos malhados) ou tigre (que pode se referir à onça-pintada).

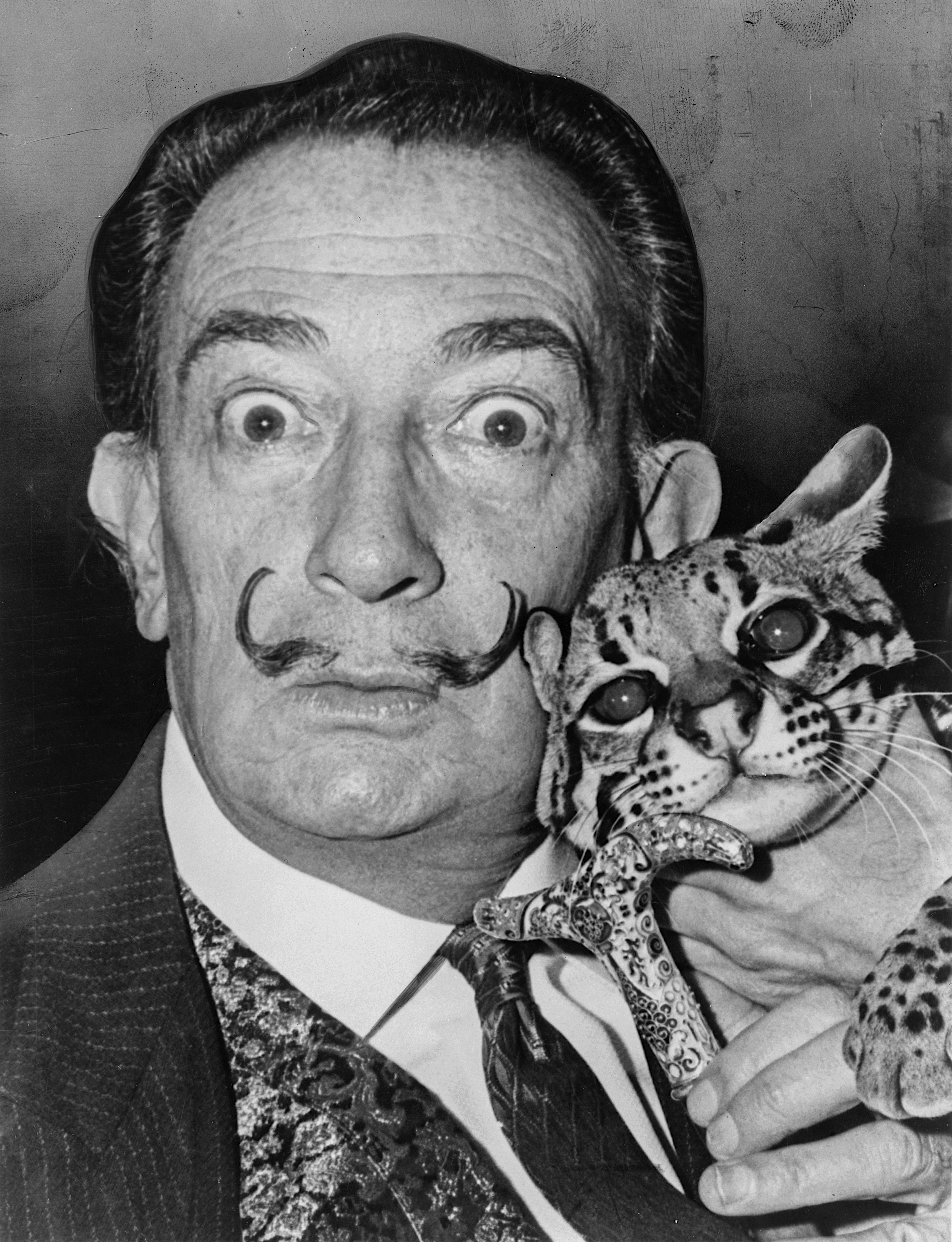
Salvador Dalí e Babou (1965)

Foi retratada em pinturas do século XIX, como na pintura de Benedito Calixto, "Evangelho nas Selvas", em que é retratado o padre jesuíta José de Anchieta pregando o evangelho a uma jaguatirica. A obra foi inspirada no poema de Castro Alves "Os Jesuítas". A escultura de Antoine-Louis Barye ilustra uma jaguatirica predando uma garça, uma obra intitulada Ocelot emportant un héron ("Jaguatirica carregando uma garça"), de cerca de 1850.
A beleza de sua pelagem a tornou muito visada no comércio de peles, mas somente após a diminuição da oferta de peles de onça-pintada. No século XX, ela foi usada como animal de estimação por Salvador Dalí, o qual inclusive viajava com a jaguatirica apelidada de "Babou". Gram Parsons também mantinha uma jaguatirica em sua mansão, nos anos 1960, em Winter Haven, na Flórida.
Por ser de porte menor, a jaguatirica não traz grandes problemas a fazendeiros com ataques ao gado bovino, apesar de eventualmente causar problemas a avicultores, sendo responsável por grande parte dos ataques a galinheiros. Ela também não traz problemas com ataques a seres humanos e, muitas vezes, é considerada um animal dócil.